# Au revoir... et à bientôt !
Pour plus de détails, voir Fiche technique et Distribution.
Au revoir... et à bientôt ! est un téléfilm français réalisé par Miguel Courtois et diffusé, pour la première fois, en Suisse, le 31 mars 2015 sur RTS Un puis le 8 septembre 2015 sur France 3.

## Synopsis
Henri, la soixantaine, subit une cure de thalasso imposée par sa fille. En voulant échapper à son médecin, il se retrouve dans le salon de massage où Lila le prend pour le masseur, mais Henri est démasqué. Furieuse, Lila veut le lui faire payer mais, petit à petit, elle tombe sous son charme et ils ne se quittent plus. Henri n'a cependant rien dit sur son métier d'agriculteur à sa nouvelle connaissance, créatrice de mode.

## Fiche technique
- Musique : Thierry Westermeyer

## Distribution
- Bernard Le Coq : Henri Duvallois[2],[3]
- Florence Pernel : Lila Garfin
- Karine Texier : Élodie
- Ilona Bachelier : Julie
- Alexandre Thibault : Alain Duvallois
- Colette Kraffe : Jeanne Buisson
- Fred Ulysse : Richard
- Mathilde Wambergue : Docteur Blanchot
- Sonia Mankaï : Erica
- Michaël Dumoussaud : Marchal
- Michel Pilorgé : Charpentier
- Teco Celio : Roberto, le photographe
- Éric Viellard : Charles Montagnac
- Xabi Garat : le masseur thalasso
- Christian Duplaissy : le concierge de l'hôtel
- Fabien Morel : le moniteur d'aquagym
- Hugo Duplaissy : le serveur du restaurant
- Didier Poulain : le garçon de café
- Franck Beckmann : le paysan
- Théophile Sowié : le chauffeur de taxi parisien